# Ivar Aminoff
Ivar Aminoff (né le 2 décembre 1868 à Turku — mort le 15 août 1931 à Lemu) est un juriste et politicien finlandais.
Il est Ministre de la défense du 11 mars au 31 mai 1924.